# Красув (Свентокшиське воєводство)
Красув (пол. Krasów) — село в Польщі, у гміні Радкув Влощовського повіту Свентокшиського воєводства.
Населення — 204 особи (2011).
У 1975-1998 роках село належало до Ченстоховського воєводства.

## Демографія
Демографічна структура на день 31 березня 2011 року:
|          | Загалом | Допрацездатний вік | Працездатний вік | Постпрацездатний вік |
| -------- | ------- | ------------------ | ---------------- | -------------------- |
| Чоловіки | 96      | 13                 | 71               | 12                   |
| Жінки    | 108     | 22                 | 55               | 31                   |
| Разом    | 204     | 35                 | 126              | 43                   |